# Hamborger
Hamborger er en let hønserace, som betragtes som en af de ældste hønserace. Dens oprindelse er uklar, og forskellige kilder nævner England, Holland eller Tyskland som oprindelsesland.
En dværgform fremavledes i Storbritannien i 1700-tallet.
Hamborgeren er en livlig race med slank krop og elegant holdning.
Hanen vejer 2-2,5 kg og hønen vejer 1,5-2 kg, mens dværghanen er på cirka 750 gram og dværghønen på cirka 650 gram. Æggene er hvide og forholdsvis små. De lægger årligt 160-200 hvide æg à 50-55 gram (cirka 40 gram for dværgvarianten).
Hamborgeren er en produktiv æglægger, men rugelysten er svag. Racen har mistet sin økonomiske betydning til andre racer, som lægger større æg.

## Farvevariationer
- Hvid
- Sort
- Blå randtegnet
- Sølv sortplettet
- Guld sortplettet
- Sølv sortstribet
- Guld sortstribet
- Gul hvidstribet